# 上卡斯滕山

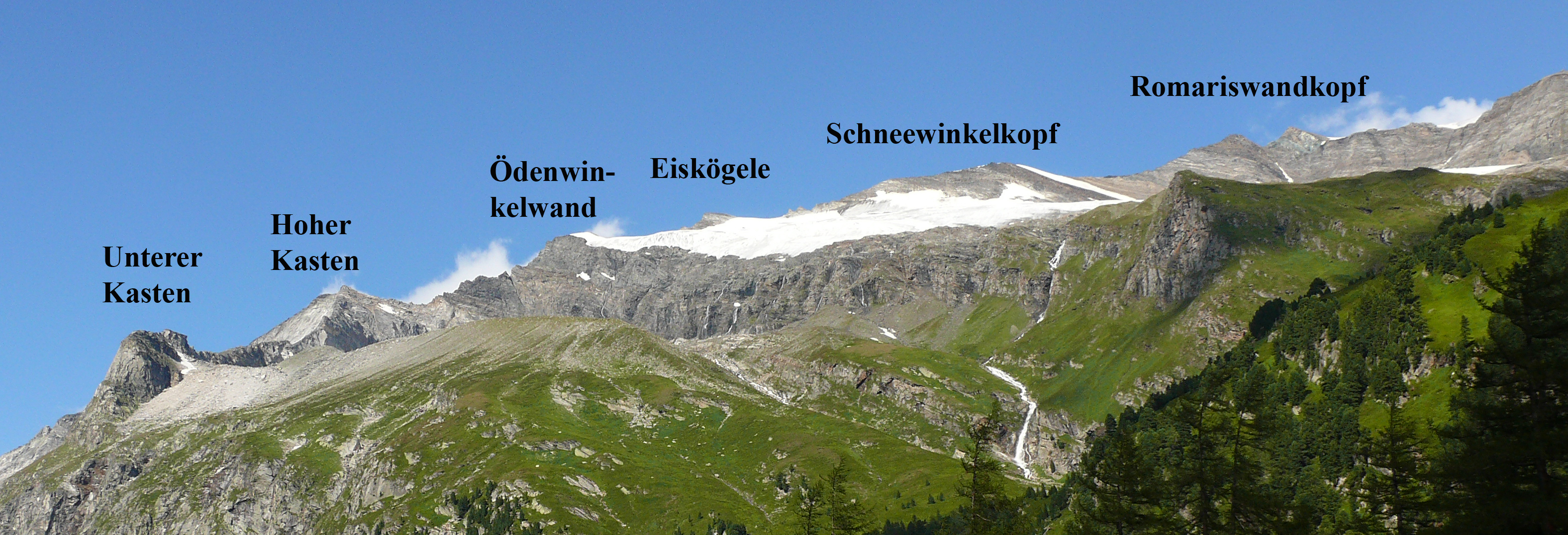
從卡爾瑟陶恩豪斯 (Kalser Tauernhaus) 看到的格洛克納山 (Glockner) 西北山脊，其中包括了上卡斯滕山，最高的是羅馬里斯萬德山

47°06′08″N 12°38′43″E / 47.102309°N 12.645261°E
上卡斯滕山（德語：Hoher Kasten），是奧地利的山峰，位於該國中部，處於薩爾茨堡州和蒂羅爾州接壤的邊界，屬於高地陶恩山脈的一部分，海拔高度3,189米，每年平均降雨量2,073毫米，人類在1908年首次登頂。